# Groote Keeten
Groote Keeten est un village situé dans la commune néerlandaise de Schagen, dans la province de la Hollande-Septentrionale.